# روبرت لاكروا (عالم)
روبرت لاكروا (بالإنجليزية: Robert Lacroix)‏ (و. 1940 – م) هو عالم اقتصاد، من كندا، ولد في مونتريال.

## جوائز
حصل على جوائز منها:
- نيشان كيبيك الوطني من رتبة ضابط (2001)[7]
- نيشان كندا من رتبة عضو.